# Raphitoma intermedia
Raphitoma intermedia é uma espécie de gastrópode do gênero Raphitoma, pertencente a família Raphitomidae.